# Bonnieville
Bonnieville – miasto w Stanach Zjednoczonych, w stanie Kentucky, w hrabstwie Hart.